# Církevní oblast Lazio
Církevní oblast Lazio (italsky Regione ecclesiastica Lazio) je jedna z 16 církevních oblastí, do nichž je rozdělena katolická církev v Itálii. Teritoriálně odpovídá italskému regionu Lazio. Skládá se z jediné církevní provincie, jejímž metropolitním sídlem je římská diecéze, jíž je podřízeno jako sufragánní sedm tzv. suburbikálních diecézí. Církevní oblast dále tvoří jedno arcibiskupství a devět biskupství bezprostředně podřízených Svatému stolci (nepatří tedy do žádné církevní provincie). Svatému stolci jsou také podřízena tři územní opatství, která do církevní oblasti patří.

## Rozdělení
- Diecéze římská – metropolitní sídlo, jehož sufragánními diecézemi jsou tzv. suburbikální diecéze:
  - Ostie: titulární diecéze kardinála-děkana
  - Albano
  - Frascati (lat. Tusculum)
  - Palestrina (lat. Praeneste)
  - Porto-Santa Rufina
  - Sabina-Poggio Mirteto
  - Velletri-Segni

- Diecéze bezprostředně podřízené Svatému Stolci:
  - Arcidiecéze Gaeta
  - Diecéze Anagni-Alatri
  - Diecéze Civita Castellana
  - Diecéze Civitavecchia-Tarquinia
  - Diecéze Frosinone-Veroli-Ferentino
  - Diecéze Latina-Terracina-Sezze-Priverno
  - Diecéze Rieti
  - Diecéze Sora-Cassino-Aquino-Pontecorvo
  - Diecéze Tivoli
  - Diecéze viterbská
- Územní opatství bezprostředně podřízená Svatému Stolci:
  - Územní opatství Santa Maria di Grottaferrata
  - Územní opatství Montecassino
  - Územní opatství Subiaco

## Statistiky
- plocha: 18 302 km²
- počet obyvatel: 5 782 850
- počet farností: 1 458
- počet diecézních kněží: 3 123
- počet řeholních kněží: 5 185
- počet stálých jáhnů: 256

## Biskupská konference oblasti Lazio
- Předseda: Angelo De Donatis, kardinál vikář Jeho Svatosti pro římskou diecézi
- Místopředseda: Mariano Crociata, sídelní biskup diecéze Latina-Terracina-Sezze-Priverno
- Sekretář: Guerino Di Tora, pomocný biskup římské diecéze

## Zaniklé diecéze v Laziu
- Diecéze Acquapendente
- Diecéze Acquaviva
- Diecéze Anzio
- Diecéze Bagnoregio
- Diecéze Bisenzio
- Diecéze Blera
- Diecéze Bolsena
- Diecéze Bomarzo
- Diecéze Castro
- Diecéze Cerveteri
- Diecéze Cittaducale
- Diecéze Curi
- Diecéze Ferento
- Diecéze Fidene
- Diecéze Fondi
- Diecéze Formia
- Diecéze Gabi
- Diecéze Gallese
- Diecéze Labico
- Diecéze Lorium
- Diecéze Minturno
- Diecéze Montefiascone
- Diecéze Monterano
- Diecéze Nepi
- Diecéze Nomento
- Diecéze Orte
- Diecéze Subaugusta
- Diecéze Sutri
- Diecéze Tre Taverne
- Diecéze Trevi v Laziu
- Diecéze Tuscania
- Diecéze Vescovio (Forum Novum)